# Conciencia de ubicación
La conciencia de ubicación se refiere a una característica de los dispositivos que les permite determinar su ubicación. Los instrumentos de navegación proporcionan coordenadas de ubicación para embarcaciones y vehículos. El equipo topográfico identifica la ubicación con respecto a la ubicación conocida de un dispositivo de comunicaciones inalámbricas.
El término se aplica a la navegación, la localización en tiempo real y el soporte de posicionamiento con alcance global, regional o local. El término se ha aplicado a aplicaciones de tráfico, logística, administración de empresas y ocio. El conocimiento de la ubicación está respaldado por sistemas de navegación, sistemas de posicionamiento y/o servicios de localización.
El conocimiento de la ubicación sin la participación activa del dispositivo se conoce como localización o detección no cooperativa.

## Historia de la terminología
El término se originó para las configuraciones de sistemas de red y se refería a entidades de red. Los servicios de reconocimiento de ubicación de red recopilan información de configuración y ubicación de la red y notifican a las aplicaciones cuando esta información cambia. Con la llegada de los sistemas globales de navegación por satélite (GNSS) y los dispositivos móviles equipados con radio, el término se redefinió para incluir aplicaciones enfocadas al consumidor.

## Determinando la ubicación
La descripción en términos lógicos utiliza una forma textual estructurada. La estandarización internacional ofrece un método común utilizando ISO/TS 16952 originado en las normas alemanas DIN EN 61346 y DIN EN 81346.
La ubicación en términos matemáticos ofrece coordenadas que se refieren a un punto de referencia designado.
La ubicación en términos de red se relaciona con la localización de nodos de red. Incluyendo:
- Direccionamiento de acceso a línea conmutada de la UIT de acuerdo con los estándares de la serie Q de la Unión Internacional de Telecomunicaciones, el sistema de señalización de telecomunicaciones n.° 7 (SS7)[4] y duplicación de los estándares ANSI T1.110: información general y estándares posteriores.[5]
- Direccionamiento de acceso a medios IEEE según el estándar internacional MAC ISO/IEC 10038[6] con edición ISO/IEC 11802[7] y ANSI/IEEE.
- Direccionamiento de llamadas a procedimientos ISO según URN/UUID estándares internacionales ISO/IEC 11578[8] e ISO/IEC 9834[9] e IETF.[10]

## Aplicaciones
Los sistemas con reconocimiento de ubicación permiten el posicionamiento de coordenadas en una cuadrícula (por ejemplo, utilizando métricas de distancia y algoritmos de lateración) o al menos distancias a puntos de referencia (por ejemplo, discriminando la presencia en un determinado punto en un pasillo o en una habitación de un edificio).

### Navegación
La navegación y el cálculo son preocupaciones clave para los marineros, los aviadores y los conductores profesionales. La tarea consiste en determinar dinámicamente la ubicación actual y el tiempo, la distancia y la dirección hasta el destino. Los radares permitieron cubrir la demanda regional y los sistemas satelitales NAVSTAR la demanda global. Los sistemas globales de navegación por satélite (GNSS) se han vuelto omnipresentes en las operaciones de transporte de larga distancia y se están convirtiendo en una característica estándar de los automóviles.

### Topografía
La topografía es el complemento estático de la navegación. Es esencial para delimitar la propiedad de la tierra y para arquitectos e ingenieros civiles que diseñan proyectos de construcción. La tecnología de topografía óptica precedió a las ayudas de triangulación láser.

### Procesos de negocios
Actualmente, el conocimiento de la ubicación se aplica para diseñar controles de procesos innovadores y es parte integral de la informática ubicua y corporal. En dispositivos móviles, la búsqueda con reconocimiento de ubicación puede priorizar los resultados que están cerca del dispositivo. Por el contrario, la ubicación del dispositivo puede ser revelada a otros, con algún coste para la privacidad del portador.

### Almacén y rutas
RFID proporciona una referencia de tiempo/ubicación para un objeto, pero no indica que el objeto permanece en esa ubicación, lo cual es suficiente para aplicaciones que limitan el acceso, como el seguimiento de objetos que entran y salen de un almacén, o para objetos que se mueven en una ruta fija, como el cobro de peajes por cruzar un puente.

### Consumidor
El conocimiento de la ubicación admite nuevas aplicaciones para sistemas informáticos ubicuos y teléfonos móviles. Dichas aplicaciones incluyen la reconfiguración automática de un dispositivo informático para adaptarlo a la ubicación en la que se utiliza en ese momento (por ejemplo ControlPlane y Locamatic) o publicar la ubicación de un usuario a los miembros apropiados de una red social y permitir a los minoristas publicar ofertas especiales para clientes potenciales que estén cerca de ellos. Supuestamente, las personas ganan confianza en sí mismas al confirmar su ubicación actual.

## Infraestructura
Si bien los gobiernos han creado sistemas globales para las ubicaciones informáticas, existen sistemas de localización independientes en escalas que van desde un edificio hasta regiones subnacionales.

### Local
Dichas soluciones pueden aplicar conceptos de sistemas de localización en tiempo real y red de área personal inalámbrica, LAN inalámbrica o DECT, con resultados en términos de propiedad de planos de planta o números de habitaciones. Los sistemas locales se degradan a medida que aumenta la distancia, siendo ligeramente menos precisos. Las aplicaciones incluyen la reconfiguración automática de un dispositivo informático para adaptarlo a la ubicación en la que se utiliza actualmente.

### Regional
Este enfoque utiliza, por ejemplo, sistemas de telefonía móvil, como 3GPP, GSM o LTE, que normalmente devuelven información en coordenadas estandarizadas como con WGS84, en formatos estandarizados como la NMEA para uso en exteriores o en coordenadas simbólicas que hacen referencia a direcciones de calles.

### Global
Este enfoque se basa en la tecnología del sistema global de navegación por satélite (GNSS) que generalmente adopta WGS84 y NMEA. Las aplicaciones incluyen rescate en avalanchas o emergencias y rescate en montañas, así como vehículos aéreos no tripulados que se utilizan comúnmente en el servicio aéreo de rescate (SAR) y de combate (CSAR).

## Conciencia de ubicación de la red
La conciencia de ubicación de la red describe la ubicación de un nodo en una red.